# نبيهة قدانة
نبيهة قدانة (26 يناير 1949 -) هي طبيبة وسياسية تونسية.

## حياتها ونشأتها[3]
نبيهة قدانة حاصلة على دبلومة في مجال طب الأطفال من جامعة رينيه ديكارت من أكاديمية باريس. وهي أستاذة الطب المتخصص في طب الأطفال الوقائي والاجتماعي في كلية الطب بتونس وحاصلة على دبلوم في الإحصاء المطبق على الطب مع علم الأوبئة كشئ ثانوي من مركز الإحصاء المطبق على الطب والبيولوجيا في جامعة باريس السادسة، وشغلت منصب المحاضر المبتدئ في مستشفى تعليمي ورئيس قسم في مستشفى تونس للأطفال ودرست دورات في كلية الطب بتونس.
- أستاذ في كلية الطب بتونس؛
- ممثل الوزير: للشؤون الاجتماعية والمرأة والأسرة 1989-1993 والرئيس التنفيذي للمجلس الوطني للأسرة والسكان منذ عام 1994.
- رئيس لجنة تكافؤ الفرص وتطبيق القوانين 1997-2000؛
- الرئيس الأول وعضو المجلس الأعلى للمرأة والأسرة؛
- الأمين العام للمجلس الأعلى للسكان.

## مسيرتها[4]
- عضو مؤسس ورئيس فخري لمجلس إدارة شراكة السكان والتنمية فيما بين بلدان الجنوب؛
- عضو في منظمة إندا العالم العربي، وهي منظمة غير حكومية ذات تمويل ضئيل تدعم النساء بمنح الائتمان والقروض الصغيرة؛
- خبيرة مع برنامج الأمم المتحدة الإنمائي، والمجلس الاستشاري لمنظمة الصحة العالمية.[5]

رشحت على التوالي نائب الوزير المكلف بالشؤون الاجتماعية والمرأة والأسرة من عام 1989 إلى عام 1993، ورئيسة لجنة تكافؤ الفرص وتطبيق القانون (1997-2000) وعضو المجلس الأعلى للمرأة والأسرة، أصبحت معروفة عن طريق دورها القيادي في تعزيز حقوق المرأة: النوع الاجتماعي وتمكين المرأة والمشاركة في صنع القرار السياسي والمشاركة الاقتصادية ودمج مفهوم النوع الاجتماعي في خطط التنمية.
وفي عام 1994، ساهمت بنشاط في تأسيس الشراكة بين بلدان الجنوب في مجالي التنمية السكان التي ضمت 24 بلدا من آسيا وأفريقيا وأمريكا اللاتينية. وكانت أول رئيس للشراكة وهي حاليا رئيسها الفخري وعضوًا نشطًا في لجنتها التنفيذية. وهي مسؤولة عن عدة مشاريع لصالح المرأة في أفريقيا وفي المنطقة العربية بأسرها.
قد مكنتها كفاءتها العلمية ومهاراتها السياسية كمديرة تنفيذية من شغل العديد من مناصب صنع القرار في العديد من المنظمات والمؤسسات في تونس والعالم. شغلت منصب نائب الوزير المكلف بالشؤون الاجتماعية، ثم نائب الوزير المكلف بشئون المرأة والأسرة من عام 1989 إلى عام 1993. وخلال فترة خدمتها، حققت إصلاحات حازمة لصالح المرأة والتقدم الاجتماعي في تونس. وأنشأت هياكل مسؤولة عن تطبيق السياسات الوطنية في عدة مجالات:
- اللجنة الوطنية «المرأة والتنمية»؛
- الوحدة المسؤولة عن مراقبة إدماج المرأة في مشاريع التنمية؛
- الوحدة المسؤولة عن تقييم أثر المشاريع الاقتصادية على أوضاع المرأة.
- مركز البحوث والدراسات والتوثيق والمعلومات عن المرأة؛
- المجلس الأعلى للمرأة والأسرة؛
- لجنة تكافؤ الفرص وتطبيق القوانين؛

وساهمت في اعتماد تدابير قانونية جديدة لصالح المرأة مثل تدعيم حق الأمومة، والقانون المتعلق بالجنسية الذي يسمح للأمهات التونسيات المتزوجات من غير التونسيين بمنح جنسيتهن التونسية للأطفال، والقانون المتعلق بالتحرش الجنسي. وبدأت أيضًا الأموال التي تكفل دفع النفقة (بدل النفقة) للنساء المطلقات وبرامج مميزة متعددة لصالح المرأة:
- إستراتيجية وطنية تهدف إلى النهوض بالمرأة الريفية؛
- برنامج يهدف إلى منع الفقر والحرمان والأمية؛
- برنامج وقاية يهدف إلى تكافل الشباب الذين يعانون من صعوبات والأمهات العازبات؛
- خطة عمل مائة (100) نقطة تقدم رؤية عالمية وتدابير للنهوض بالمرأة. وبفضل جهودها، تستضيف تونس مقر مركز المرأة العربية للتدريب والبحث. وهي تسهم بنشاط في تنميتها. وهي أول رئيس وعضو مؤسس للشراكة بين دول الجنوب، وهو تحالف تأسس خلال المؤتمر الدولي للسكان والتنمية الذي عقد في القاهرة عام 1994. وهي حاليًا الرئيس الفخري للشراكة وعضو فعال في مجلسها التنفيذي. لعبت دائمًا دورًا رئيسيًا في الدعوة، وتعبئة الموارد، وإطلاق برامج جديدة تتعلق بالسكان والصحة الإنجابية والنوع الاجتماعي وتمكين المرأة. وقد وضعت هذه البرامج في إطار هذه الشراكة لصالح البلدان الأفريقية والعربية.

## مناصب
تدير نبيهة قدانة منذ عام 1994 المجلس الوطني للأسرة والسكان، وهو مؤسسة حكومية توظف طاقمًا قوامه 1600 شخص وتتولى مسؤولية السياسات الشاملة المتعلقة بالأسرة والسكان من خلال 24 مركزًا إقليميًا. وأكملت تحويل المجلس من مؤسسة تعليمية وتحليلية ناجحة في مجال تنظيم الأسرة إلى وكالة حقيقية لتنفيذ البرامج وتطبيقها في مجالات:
- الصحة الإنجابية؛
- صحة الأم؛
- الصحة الجنسية والإنجابية للشباب؛
- الوقاية من سرطانات النساء؛
- الوقاية من فيروس نقص المناعة البشرية والإيدز؛
- منع العنف ضد المرأة.

وقد أنشأت وطورت كيانات ضمن المجلس الوطني للأسرة والسكان، ومنحت هذه الكيانات بوسائل بشرية وتقنية كبيرة. ومن بين هذه الكيانات، قد نذكر:
- مركز الدراسات والبحوث والتدريب الدولي؛
- مركز المعلومات والتوثيق؛
- الإنتاج السمعي البصري والمساعدة التعليمية المطبوعة؛
- مركز الخدمات الجنسية والإنجابية الذي يخدم كل من الشبان والشابات؛
- الخدمات الدائمة والمتنقلة في مجال صحة الأم والطفل والتكاثر الجنسي؛
- المراكز التجريبية التي تخدم النساء ضحايا العنف. وفي ضوء الخبرة المكتسبة، يتعين على المجلس الوطني للأسرة والسكان أن يقوم، بدعم من الجهات الراعية الدولية، بدور الوكالة في تنفيذ البرامج والمساعدة التقنية في ميدان المساواة بين الجنسين وصحة المرأة والصحة الإنجابية في بلدان العالم الثالث مثل النيجر وتشاد وموريتانيا وجيبوتي ومالي واليمن والعراق. وقد أجرت العديد من المشاريع البحثية والدراسات الإقليمية في أفريقيا وفي المنطقة العربية فيما يتعلق بحقوق المرأة والتنمية البشرية والتحولات الاجتماعية والاقتصادية والصحة ونوع الجنس بالشراكة مع مختلف:
- المؤسسات البحثية الأوروبية مثل إيند، وإنزيرم:
- المؤسسات البحثية الأمريكية مثل جينويتي، ومجلس السكان، والوكالة الأمريكية للتنمية الدولية، ونشاط السكان الدولي:
- مؤسسات جامعة الدول العربية مثل الجامعة العربية ومركز القاهرة الديمغرافي.
- مؤسسات البحوث الأفريقية مثل إياب، وسيفا وإيفورد.

### المنظمات غير الحكومية
كانت دائمًا تشارك بنشاط في العديد من الجمعيات وهي معروفة بدعمها الثابت للمنظمات غير الحكومية. وقد شجعت ودعمت إنشاء المنظمات غير الحكومية من جانب النساء ومن أجل النساء. وباعتبارها عضوًا في مجلس إدارة المجموعة الاستشارية لمساعدة الفقراء، وهي منظمة دولية غير حكومية تعمل في مجال القروض الصغيرة، وسعت إلى تحقيق التكامل الاقتصادي بين 100.000 امرأة في تونس ونجحت في ذلك. وبالنسبة للأعضاء الآخرين في مجلس الإدارة، تمثل نبيهة قدانة «الوجدان الاجتماعي» للمنظمات غير الحكومية. وقد نجحت في ضمان إشراك المنظمات غير الحكومية كشركاء لا بد منهم في الشراكة فيما بين بلدان الجنوب.

## جوائز
- جائزة رئيس الجمهورية التونسية في مجال الصحة الإنجابية.
- جائزة الشراكة بين بلدان الجنوب التي منحتها الوكالة اليابانية للتعاون الدولي (2008).
- جائزة برنامج الأمم المتحدة للتنمية لجهود المجلس في مجال التعاون فيما بين بلدان الجنوب (2008).
- صنفتها «إيرث تايمز» بين 100 رجل وامرأة أثروا على خطط التنمية الرئيسية في جميع أنحاء العالم.
- فارس من الجمهورية التونسية وفارس من وسام جوقة الشرف في الجمهورية الفرنسية.

- لقب مركز متعاون مع لمنظمة الصحة العالمية في مجال السكان؛ والنوع الاجتماعي والصحة الإنجابية في عام 2009 إلى المركز الدولي للبحث والتدريب التابع للمجلس الوطني للأسرة والسكان.
- خلال فترة توليها منصب الرئيس، حصلت الشراكة بين بلدان الجنوب علي مكانة مراقب دائم في الجمعية العامة للأمم المتحدة